# Ostapkowce (Lanerówka)
Ostapkowce (ukr. Остапківці, Ostapkiwci) – południowo-wschodnia część wsi Lanerówka Ukrainie w rejonie buskim obwodu lwowskiego.
Dawniej samodzielna wieś i gmina jednostkowa w powiecie buskim Królestwa Galicji i Lodomerii. W II RP już nie fiuruje jako samodzielna gmina, lecz jako część gminy Lanerówka. Od 1934 w zbiorowej gminie Busk w powiecie kamioneckim.
Po wojnie włączone do Związku Radzieckiego (Ukraińskiej SRR).